# Smith & Wesson Model 617
La Smith & Wesson Model 617 (abbreviato in S&W Model 617) è un revolver calibro .22 LR a tamburo a doppia azione di piccolo calibro per effettuare tiro sportivo. Il revolver è prodotto dalla Smith & Wesson. 

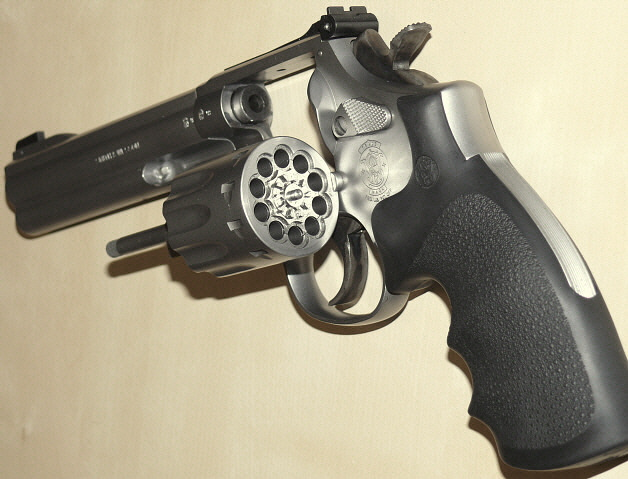
S&W 617 con tamburo aperto, con la singolare capacità di 10 colpi

È stato realizzato sulla base del modello S&W 686 con dimensioni e pesi simili. Pertanto, i tiratori sportivi lo usano spesso per scopi di allenamento per motivi di costo più basso delle munizioni.
Il revolver ha un tamburo a 10 colpi ed è dotato di una canna lunga 15,2 cm (6 pollici); però vi sono variante che posseggo un tamburo a 6 colpi, altri calibri per le munizioni e una lunghezza della canna da 4 pollici.
Tutta l'arma è realizzata in acciaio inossidabile opaco, fornito con una impugnatura in gomma. Il peso a vuoto è di 1,250,2 grammi.
La modifica principale al vecchio Smith & Wesson 17 da cui deriva, è il passaggio dal blocco di bulloni al sistema di tunnel di trasferimento come protezione interna contro l'attivazione non intenzionale dell'arma, onde evitare che partano colpi accidentalmente o involontariamente.